# La maestra di sci
La maestra di sci è un film di genere commedia sexy all'italiana del 1981 diretto da Alessandro Lucidi, interpretato da Carmen Russo.

## Trama
La giovane e sensuale maggiorata Celia Berni è la fotomodella più popolare di una rivista erotica, ma decide di lasciare il suo lavoro perché stanca di essere trattata come un oggetto. Nello stesso momento, le viene comunicata un'ingente eredità in denaro dal defunto zio americano, che riceverà solo se l'esecutore testamentario, il professor Thompson, riterrà la sua reputazione impeccabile altrimenti il denaro andrà in beneficenza a Philadelphia. 
Siccome Celia è una ragazza trasgressiva e disinibita, la sua migliore amica Carla ritiene che debba cambiare occupazione. Poiché Celia è una buona sciatrice, sa nuotare e giocare a tennis, si reca in un albergo di montagna per trovare lavoro come maestra di sci, ma i suoi ex datori di lavoro, attaccati dalle lettere dei fan, le mandano un fotografo di nome Franco, grande ammiratore di Celia. Purtroppo per lei, Franco giunge in albergo e la ricatta. Celia è obbligata a soddisfare la richiesta di Franco, eseguendo uno spogliarello in privato per lui, che la fotografa a sua insaputa, altrimenti egli rivelerà a tutti che la desiderata maestra di sci è in realtà una fotomodella libertina. A cose fatte, la ragazza crede inoltre di doversi concedere a lui, ma Franco (che si è innamorato di lei) non ha intenzione di abusare della donna, in quanto ha avuto ciò che voleva. Celia esce furiosa dalla suite, ma, in compenso, Franco mantiene la sua promessa di tacere. Le cose si complicano quando il professor Thompson, presente in albergo, scopre la vera identità della ragazza e sequestra i negativi di Franco, ma Carla riesce a trascinarlo e corteggiarlo dentro una sauna, permettendo così a Franco di scattargli delle foto compromettenti per ricattarlo. Alla fine i due uomini si mettono d'accordo; Thompson restituisce a Franco i negativi del nudo di Celia, mentre quest'ultimo non pubblicherà le foto scattate del flirt avvenuto nella sauna. Infine tutti i negativi vengono bruciati da Franco.
Nell'albergo c'è inoltre l'emiro Hussein, che deve essere rapito da un malintenzionato, ma il suddetto emiro rimane senza soldi e, per mantenersi, farà il barman dell'albergo. Infine Celia riceve il patrimonio dello zio e diventa sia la massima azionista che la ballerina principale del complesso turistico.

## Produzione

### Riprese
Il film è stato girato in Abruzzo tra Montesilvano, Pescara, Prati di Tivo, Pietracamela e Silvi.